# フロリン・メルジェ
- フロリン・メルゲア

フロリン・メルジェ（Florin Mergea, 1985年1月26日 - ）は、ルーマニア・クラヨーヴァ出身の男子プロテニス選手。2016リオ五輪男子ダブルスで、ホリア・テカウと組み銀メダルを獲得した。
ダブルスのスペシャリストとして活動し、これまでにATPツアーでダブルス6勝を挙げている。自己最高ランキングはダブルス7位。身長180cm、体重76kg。右利き、バックハンド・ストロークは両手打ち。「メルゲア」の表記も多く見られる。

## 来歴
メルジェは7歳からテニスを始める。2002年ウィンブルドン選手権と2003年ウィンブルドン選手権ジュニア男子ダブルスでホリア・テカウとペアを組んで優勝している。
2003年にプロに転向。しかし長い間下部ツアーでの下積みが続き、4大大会の初出場は2008年全仏オープンであった。

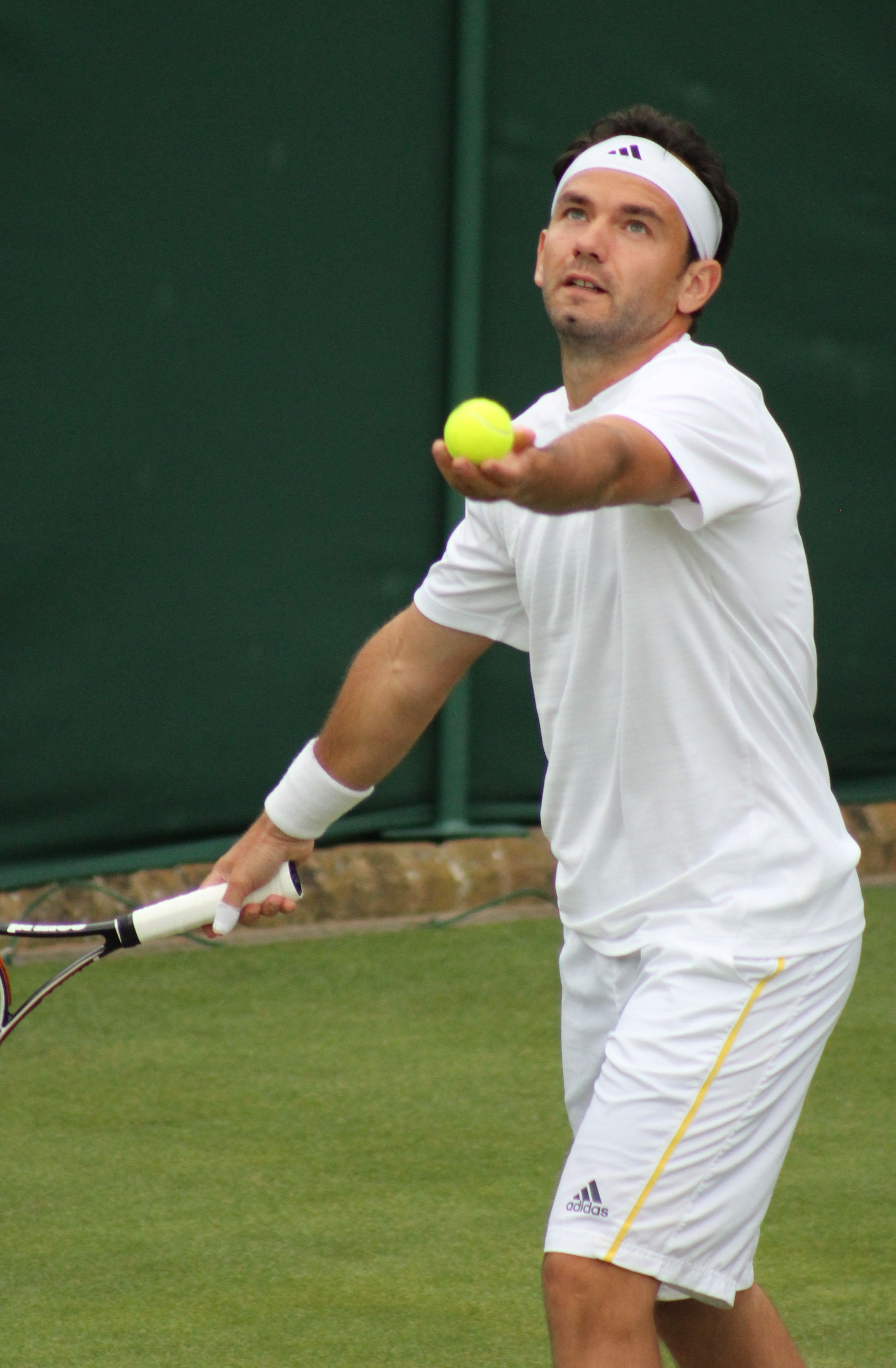
2013年ウィンブルドン選手権にて

2013年10月のエルステ・バンク・オープンでルカシュ・ロソルとペアを組みATPツアー初優勝を果たした。2014年全仏オープンはマリン・ドラガニャとのペアでベスト4に進出した。
2015年はロハン・ボパンナとペアを組みマドリード・マスターズで優勝した。全豪オープンと全米オープンでベスト8。ATPワールドツアー・ファイナルにも初出場し決勝でジャン＝ジュリアン・ロイヤー/ホリア・テカウ組に4–6, 3–6で敗れ準優勝となった。
2016年ウィンブルドン選手権でベスト4に進出した。リオ五輪で初めてオリンピックに出場した。ホリア・テカウと組んだ男子ダブルス準決勝でアメリカのスティーブ・ジョンソン/ジャック・ソック組を6–3, 7–5で破り決勝に進出。決勝ではスペインのマルク・ロペス/ラファエル・ナダル組に2-6, 6-3, 4-6で敗れたがルーマニアのテニス競技では初めてとなる銀メダルを獲得した。

## ATPツアー決勝進出結果

### ダブルス: 13回 (6勝7敗)
| 結果   | No. | 決勝日         | 大会                 | サーフェス    | パートナー             | 対戦相手                                        | スコア              |
| ------ | --- | -------------- | -------------------- | ------------- | ---------------------- | ----------------------------------------------- | ------------------- |
| 優勝   | 1.  | 2013年10月20日 | ウィーン             | ハード (室内) | ルカシュ・ロソル       | ダニエル・ネスター ユリアン・ノール             | 7-5, 6-4            |
| 優勝   | 2.  | 2014年2月9日   | ビニャ・デル・マール | クレー        | オリバー・マラチ       | フアン・セバスティアン・カバル ロベルト・ファラ | 6–3, 6–4            |
| 優勝   | 3.  | 2014年7月20日  | ハンブルク           | クレー        | マリン・ドラガニャ     | アレクサンダー・ペヤ ブルーノ・ソアレス         | 6–4, 7–5            |
| 準優勝 | 1.  | 2015年1月17日  | オークランド         | ハード        | ドミニク・イングロット | レイベン・クラッセン リーンダー・パエス         | 6–7(1–7), 4–6       |
| 準優勝 | 2.  | 2015年2月8日   | モンペリエ           | ハード (室内) | ドミニク・イングロット | マーカス・ダニエル アルチョム・シタック         | 6–3, 4–6, [14–16]   |
| 準優勝 | 3.  | 2015年4月11日  | カサブランカ         | クレー        | ロハン・ボパンナ       | ラミーズ・ジュネイド アディル・シャマスディン   | 6–3, 2–6, [7–10]    |
| 優勝   | 4.  | 2015年5月10日  | マドリード           | クレー        | ロハン・ボパンナ       | マルチン・マトコフスキ ネナド・ジモニッチ       | 6–2, 6–7(5), [11–9] |
| 優勝   | 5.  | 2015年6月14日  | シュトゥットガルト   | 芝            | ロハン・ボパンナ       | アレクサンダー・ペヤ ブルーノ・ソアレス         | 5–7, 6–2, [10–7]    |
| 準優勝 | 4.  | 2015年6月21日  | ハレ                 | 芝            | ロハン・ボパンナ       | レイベン・クラッセン ラジーブ・ラム             | 6–7(5), 2–6         |
| 準優勝 | 5.  | 2015年11月22日 | ロンドン             | ハード (室内) | ロハン・ボパンナ       | ジャン＝ジュリアン・ロイヤー ホリア・テカウ     | 4–6, 3–6            |
| 準優勝 | 6.  | 2016年1月16日  | シドニー             | ハード        | ロハン・ボパンナ       | ジェイミー・マリー ブルーノ・ソアレス           | 3–6, 6–7(6–8)       |
| 優勝   | 6.  | 2016年4月25日  | ブカレスト           | クレー        | ホリア・テカウ         | クリス・グッチョーネ アンドレ・サ               | 7–5, 6–4            |
| 準優勝 | 7.  | 2016年5月8日   | マドリード           | クレー        | ロハン・ボパンナ       | ジャン＝ジュリアン・ロイヤー ホリア・テカウ     | 4-6, 6-7(5-7)       |
| 準優勝 | 8.  | 2016年8月12日  | リオ五輪             | ハード        | ホリア・テカウ         | マルク・ロペス ラファエル・ナダル               | 2-6, 6-3, 4-6       |